# シテ・デュ・トラン
シテ・デュ・トラン(Cité du train)、旧称フランス鉄道博物館(Musée français du chemin de fer)は、フランスのミュルーズに所在する鉄道博物館である。15,000平方メートルの敷地に100両以上の鉄道車両を有している。

## 歴史
フランスに鉄道博物館を作ろうという構想は1900年のパリ万国博覧会の後から存在したが、実現したのは第二次世界大戦後である。
1961年、ミュルーズ市がフランス国鉄（SNCF）に対し、歴史的な鉄道車両を展示するための敷地を提供した。1971年、最初の機関車がミュルーズ北機関庫に暫定的に置かれ、1976年6月に現在地に移転しフランス鉄道博物館として正式開業した。1983年に展示スペースが拡張され、敷地面積13,000平方メートル、線路長1,350mとなった。
その後入館者が減少したため、既に1999年から同市内のミュルーズ国立自動車博物館を運営していたCulturespaces社（fr:Culturespaces）に運営を委託することとなり、860万ユーロを支出して博物館の改装がなされた。そして2005年3月11日、「シテ・デュ・トラン」と改名して再開館した。

## 展示の概要
改装時に新設された「鉄道黄金時代(le siècle d'or du chemin de fer)」という名称の展示では、1860年から1940年までの歴史上の出来事について、以下の6つのテーマに沿って6,000平方メートルの新しい展示館で紹介している。
- 休暇の鉄道(le chemin de fer des vacances)
- 鉄道と山(le chemin de fer et la montagne)
- 公用列車(les trains officiels)
- 鉄道と戦争(le chemin de fer et la guerre)
- 鉄道員(les cheminots)
- 旅行(le voyage)

また、更新された古い展示館では、鉄道の技術、設備に重点を置いた展示になっており、蒸気機関車、ディーゼル機関車、電気機関車とそれらの発達を説明している。機関車の内部に入ることも可能である。
これらの2つの展示館の間には、屋外のレストランと、テーマ展示がある。

## 所蔵車両
2006年時点の所蔵車両は計221両（非公開の車両も含む）で、内訳は以下の通り。
- 蒸気機関車 - 45両
- 電気機関車 - 36両
- ディーゼル機関車 - 7両
- 電車 - 13両
- 気動車 - 10両
- 客車 - 56両
- 貨車 - 37両
- その他 - 17両

このほか鉄道車両の部品やレール、枕木、保線工具など鉄道に関する物品を所蔵、展示している。

## アクセス
SNCFミュルーズ駅前のトラム中央駅からLRT第3系統に乗り、博物館(Musées)駅で下車し徒歩。ミュルーズ駅からタクシーでもアクセスできる。